# Annemarie Lorentzen
Annemarie Røstvik Lorentzen (* 23. September 1921 in Sør-Varanger; † 30. Juni 2008) war eine norwegische Politikerin der Arbeiderpartiet (Ap) und norwegische Botschafterin in Island. Sie war von 1969 bis 1977 Abgeordnete im Storting. In der Zeit von Oktober 1973 bis Januar 1976 fungierte sie als Verkehrsministerin und von Januar 1976 bis Januar 1978 als Verbraucher- und Verwaltungsministerin Norwegens.

## Leben
Lorentzen stammt aus der Ortschaft Grense Jakobselv in der Gemeinde Sør-Varanger. Sie beendete 1943 ihre Ausbildung zur Lehrerin. Von 1947 bis 1969 unterrichtete sie an einer Schule in Hammerfest. Zwischen 1951 und 1963 saß sie im Stadtrat von Hammerfest. Bei der Parlamentswahl 1969 zog Lorentzen erstmals in das norwegische Nationalparlament Storting ein. Dort vertrat sie den Wahlkreis Finnmark und wurde Mitglied im Verteidigungsausschuss. Bei der Wahl 1973 gelang ihr der erneute Einzug.
Am 16. Oktober 1973 wurde sie zur Verkehrsministerin in der neu gebildeten Regierung Bratteli II ernannt. Sie wurde dabei die erste Frau, die die Leitung des norwegischen Verkehrsministeriums übernahm. Lorentzen blieb bis zum Abtritt der Regierung am 15. Januar 1976 im Amt und übernahm anschließend in der Regierung Nordli die Position als Verbraucher und Verwaltungsministerin. Dieses Amt übte sie bis zum 11. Januar 1978 aus, die Regierung Nordli trat im Februar 1978 ab. Wegen ihrer Regierungsmitgliedschaft musste sie ihr Mandat im Storting für die Zeit ab Oktober 1973 ruhen lassen, bei der Stortingswahl 1977 trat sie nicht erneut an. Wenige Tage nachdem das Ende ihrer Zeit als Ministerin verkündet wurde, wurde Lorentzen als neue norwegische Botschafterin in Island vorgestellt. Sie blieb dort bis 1985. Im Jahr 1981 erhielt sie das Großkreuz (Stórkross) des isländischen Falkenordens.
Lorentzen ist die Mutter der beiden norwegischen Sportler Harald und Reidar Lorentzen. Letzterer trat als Speerwerfer bei den Olympischen Spielen 1984 in Los Angeles an. Ihre Enkelin ist die ehemalige Balletttänzerin und Chefin des Ballettbereichs von Den Norske Opera & Ballett, Ingrid Lorentzen.